# Flughafen Aitutaki

i7
i11
i13
Der Flughafen Aitutaki (englisch Aitutaki Airport, IATA-Code: AIT, ICAO-Code: NCAI) ist der einzige Flughafen des zu den Cookinseln gehörenden Atolls Aitutaki. Er befindet sich fünf Kilometer nordöstlich der größten Siedlung Arutanga.

## Geschichte
Die erste Landebahn auf Aitutaki wurde durch das US-Militär während des Zweiten Weltkrieges erbaut. Diese bestand aus Korallengestein. Von 1951 bis 1960 wurde die Lagune Aitutakis als Zwischenstopp zwischen Samoa und Tahiti von Flugbooten der TEAL (Tasman Empire Airways Limited) genutzt. Die Lagune diente dabei als Tankstopp auf der Korallenroute.
Mit dem Bau des Terminals wurde im Jahr 1996 begonnen; 1997 erfolgte dessen Eröffnung.
Im Jahr 2003 wurde der Flughafen umgebaut. Er erhielt eine neue asphaltierte Startbahn, die zum Teil auf der früheren, aus Korallengestein bestehenden Bahn erbaut wurde. Außerdem wurde die Start- und Landebahn mit Endbefeuerung, Pistenrandbefeuerung und Präzisions-Anflug-Gleitwinkelbefeuerung (PAPI) ausgerüstet, sodass der Flughafen auch in der Nacht angeflogen werden kann. Ein ungerichtetes Funkfeuer (NDB) dient als Navigationshilfe. Durch den Umbau können heute Flugzeuge bis zur Größe einer Boeing 737 auf dem Flughafen landen.

## Airlines und Verbindungen
Gegenwärtig (November 2024) ist Air Rarotonga die einzige Fluggesellschaft, die den Flughafen im Linienverkehr anfliegt. Die Strecke von und nach Rarotonga wird mehrmals täglich mit einer Saab 340 bedient.